# Ozona (Texas)
Ozona ist ein Census-designated place (CDP) und Sitz der Countyverwaltung (County Seat) im Crockett County im US-Bundesstaat Texas. Das U.S. Census Bureau hat bei der Volkszählung 2020 eine Einwohnerzahl von 2663 ermittelt.

## Geografie
Mitten durch Ozona verläuft der Interstate-10-Highway. In einer Entfernung von 380 Kilometern im Osten liegt Austin, El Paso ist rund 500 Kilometer in westlicher Richtung entfernt.

## Geschichte
Der Ort wurde im Jahr 1891 unter dem Namen Powell Well gegründet. Der Landgründer E. M. Powell fungierte hierbei als Namensgeber. Nach der Wahl zum Verwaltungssitz des County wurde der Ort wegen seiner klaren, zuweilen ozonähnlichen Luft in Ozona umbenannt. Aufgrund der wald- und wildreichen Umgebung ist der Ort damals wie heute ein Anziehungspunkt für Jäger. Insbesondere werden Weißwedelhirsche und Pekaris bejagt.
Bei Ozona handelt es sich um eine sehr kleine Stadt, deren Einwohner jedoch, wie in Texas gerne angewendet, viele Begriffe mit dem Zusatz „groß“ (big) versehen. So wird auch dieser Ort mit dem Spitznamen The Biggest Little Town in the World (Die größte Kleinstadt der Welt) versehen.
Einige historische Gebäude, wie das Crockett County Courthouse und das Ira and Wilma Carson House werden in der Liste der Einträge im National Register of Historic Places im Crockett County (Texas) aufgeführt.

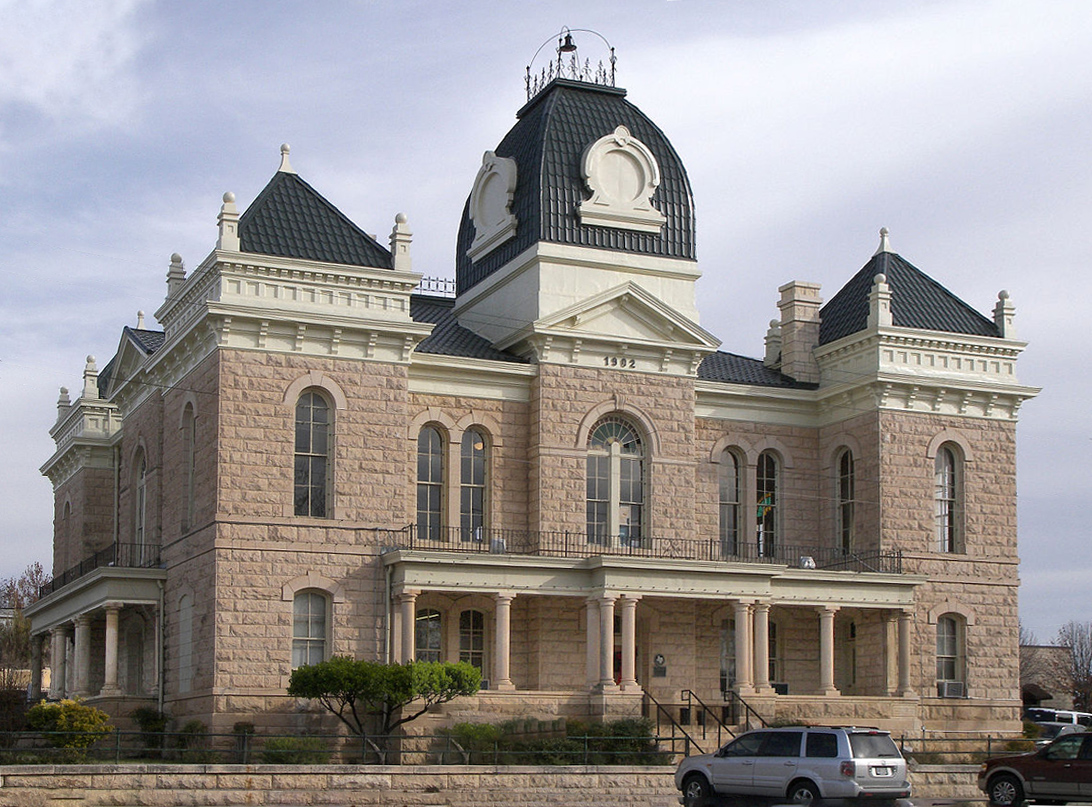
Crockett County Courthouse
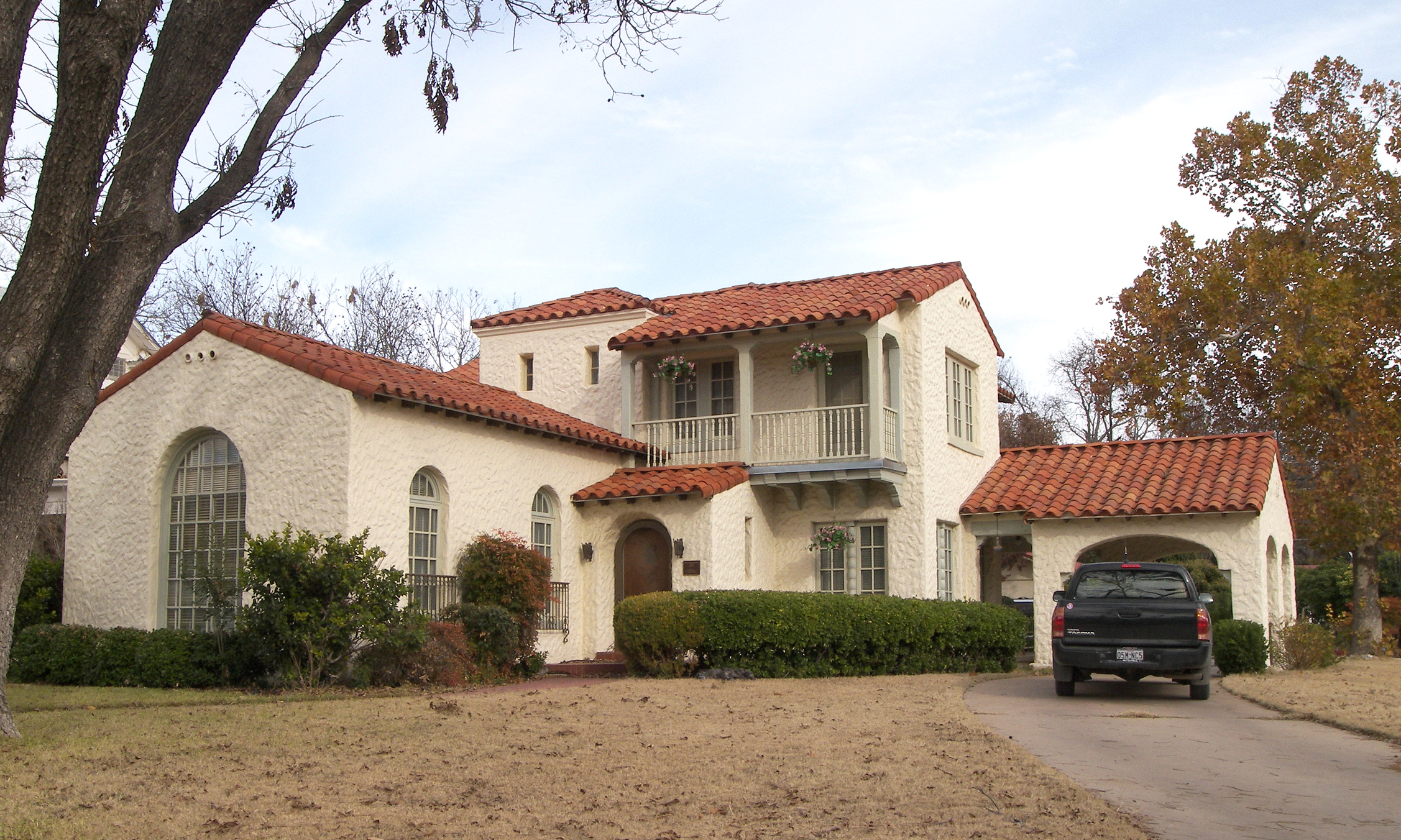
Ira and Wilma Carson House
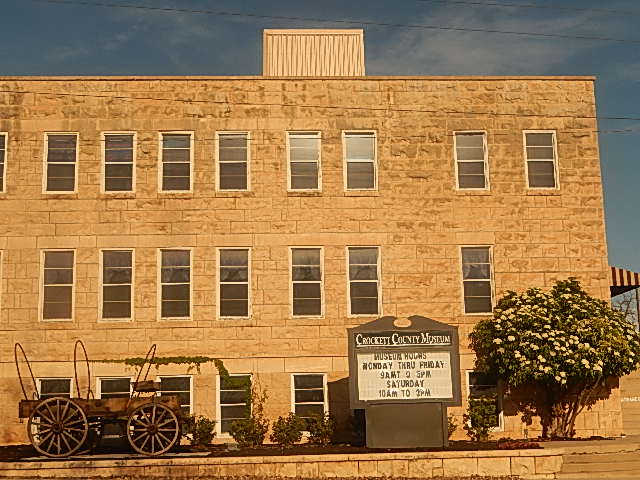
Crockett County Museum
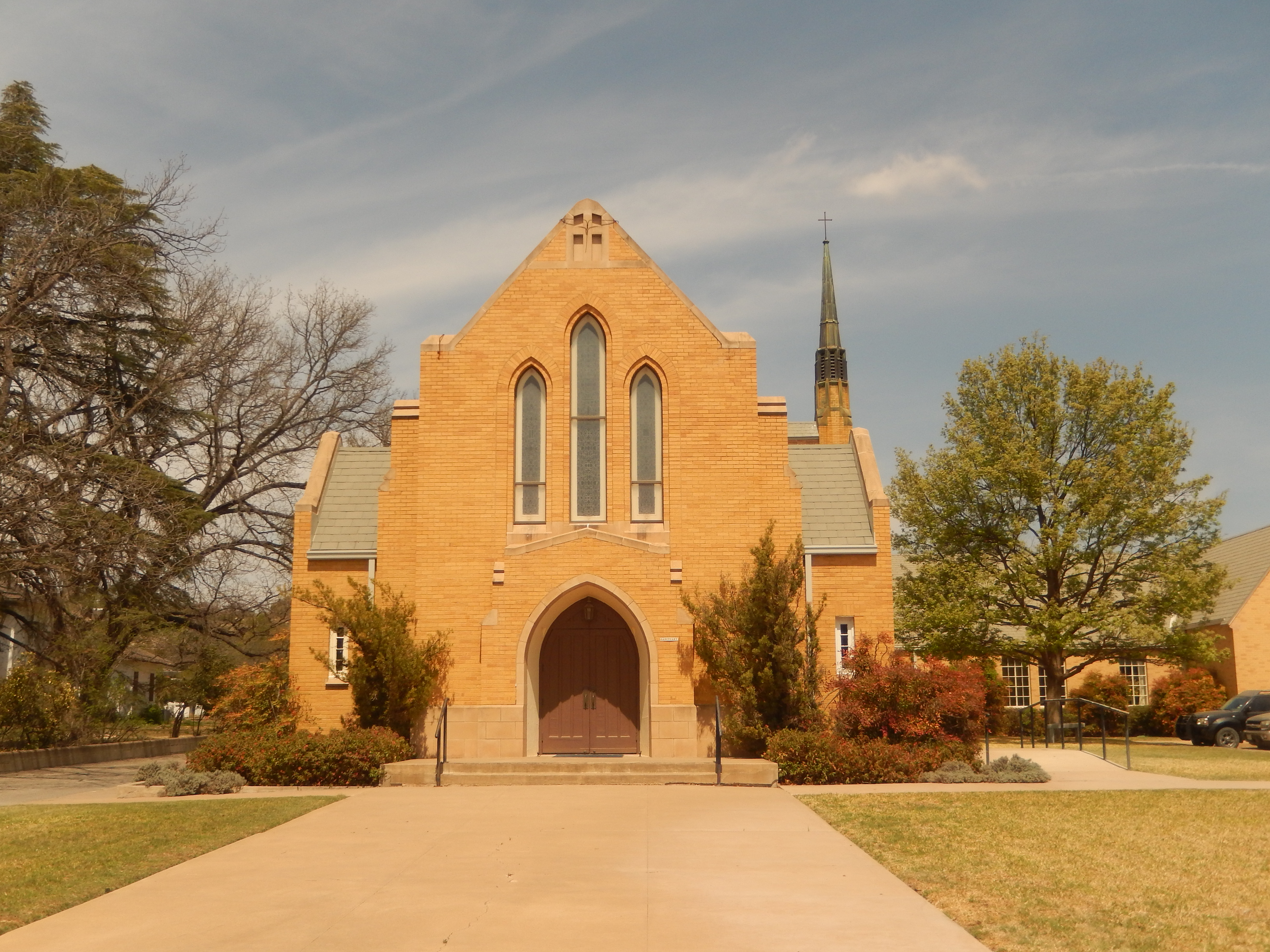
First United Methodist Church

## Demografische Daten
Im Jahr 2010 wurde eine Einwohnerzahl von 3225 Personen ermittelt, was einer Abnahme um 6,1 % gegenüber 2000 entspricht. Das Durchschnittsalter lag 2010 mit 38,6 Jahren oberhalb des Wertes von Texas, der 34,0 Jahre betrug. 6,8 % der heutigen Bewohner gehen auf Einwanderer aus Deutschland zurück.